# Lijst van rijksmonumenten in Het Hogeland
De gemeente Het Hogeland telt 571 inschrijvingen in het rijksmonumentenregister. 

## Adorp
De plaats Adorp telt 29 inschrijvingen in het rijksmonumentenregister. Zie de Lijst van rijksmonumenten in Adorp voor een overzicht.

## Baflo
De plaats Baflo telt 8 inschrijvingen in het rijksmonumentenregister. Zie de Lijst van rijksmonumenten in Baflo voor een overzicht.

## Bedum
De plaats Bedum telt 34 inschrijvingen in het rijksmonumentenregister. Zie de Lijst van rijksmonumenten in Bedum (plaats) voor een overzicht.

## Breede
De plaats Breede telt 4 inschrijvingen in het rijksmonumentenregister.
| Object                         | Oorspronkelijke functie? | Bouwjaar                                                                     | Architect | Locatie   | Coördinaten?                  | Nr.?  | Afbeelding        |
| ------------------------------ | ------------------------ | ---------------------------------------------------------------------------- | --------- | --------- | ----------------------------- | ----- | ----------------- |
| Breedenborg                    | Kasteel, buitenplaats    | 1587 midden 19e eeuw (verb.) herb. na brand in 1982                          |           | Breede 1  | 53° 23' 12" NB, 6° 32' 24" OL | 38270 | Meer afbeeldingen |
| Breedenborg, houten duivenslag | Dierenverblijf           |                                                                              |           | Breede 1a | 53° 23' 14" NB, 6° 32' 29" OL | 38251 | Meer afbeeldingen |
| Hervormde kerk                 | Kerk en kerkonderdeel    | ca. 1300 mog. 16e eeuw (spitsboogvensters) 1723 (dakruiter) 19e eeuw (verb.) |           | Breede 15 | 53° 23' 7" NB, 6° 32' 13" OL  | 38271 | Meer afbeeldingen |
| Hervormde pastorie             | Kerkelijke dienstwoning  | 19e eeuw                                                                     |           | Breede 16 | 53° 23' 6" NB, 6° 32' 13" OL  | 38272 | Meer afbeeldingen |

## Den Andel
De plaats Den Andel telt 9 inschrijvingen in het rijksmonumentenregister. Zie de Lijst van rijksmonumenten in Den Andel voor een overzicht.

## Doodstil
De plaats Doodstil telt 3 inschrijvingen in het rijksmonumentenregister.
| Object                                                                          | Oorspronkelijke functie? | Bouwjaar | Architect    | Locatie           | Coördinaten?                  | Nr.?   | Afbeelding        |
| ------------------------------------------------------------------------------- | ------------------------ | --- | ------------ | ----------------- | ----------------------------- | ------ | ----------------- |
| Dwarshuisboerderij met voorhuis onder schilddak met hoekschoorstenen met borden | Boerderij                | |              | Barmerweg 12      | 53° 23' 32" NB, 6° 40' 4" OL  | 23468  | Meer afbeeldingen |
| Langenhuis                                                                      | Boerderij                | 1624 (verb. voorhuis) 1814 (kleine schuur) 1855 (verb. voorhuis) ca. 1855 (grote schuur) 1925 (vrijstaande schuur) |              | Doodstilsterweg 3 | 53° 23' 26" NB, 6° 39' 20" OL | 23469  | Meer afbeeldingen |
| Burgemeestersvilla                                                              | Woonhuis                 | 1916 ca. 1938 (aanbouw)                                                                                            | R.B. Sleumer | Barmerweg 1       | 53° 23' 28" NB, 6° 40' 23" OL | 515352 | Meer afbeeldingen |

## Eenrum
De plaats Eenrum telt 24 inschrijvingen in het rijksmonumentenregister. Zie Lijst van rijksmonumenten in Eenrum voor een overzicht.

## Ellerhuizen
De plaats Ellerhuizen telt 2 inschrijvingen in het rijksmonumentenregister.
| Object                                                 | Oorspronkelijke functie? | Bouwjaar             | Architect | Locatie           | Coördinaten?                  | Nr.?  | Afbeelding        |
| ------------------------------------------------------ | ------------------------ | -------------------- | --------- | ----------------- | ----------------------------- | ----- | ----------------- |
| 't Blauw Börgje                                        | Woonhuis                 | 18e eeuw             |           | Ellerhuizen 21-23 | 53° 16' 50" NB, 6° 37' 0" OL  | 8729  | Meer afbeeldingen |
| ’t Hoogheem (terrein met overblijfselen van een kapel) | Archeologisch monument   | middeleeuwen (kapel) |           | Ellerhuizen       | 53° 16' 38" NB, 6° 36' 13" OL | 45091 | Upload foto       |

## Eppenhuizen
De plaats Eppenhuizen telt 2 inschrijvingen in het rijksmonumentenregister.
| Object                                                                                                  | Oorspronkelijke functie? | Bouwjaar                            | Architect            | Locatie          | Coördinaten?                  | Nr.?   | Afbeelding        |
| --- | ------------------------ | ----------------------------------- | -------------------- | ---------------- | ----------------------------- | ------ | ----------------- |
| Hervormde kerk, preekstoel                                                                              | Kerk en kerkonderdeel    | 1755 1882 (kerk)                    |                      | Eppenhuizerweg 6 | 53° 22' 50" NB, 6° 41' 44" OL | 23460  | Meer afbeeldingen |
| Villaboerderij in Amsterdamse Schoolstijl met dwarsgeplaatst voorhuis met platte hals en tweekapsschuur | Boerderij                | 1927 (schuur) 1936 (herb. voorhuis) | S.A. Veenstra (1936) | Kantsterweg 4    | 53° 22' 16" NB, 6° 40' 27" OL | 515350 | Upload foto       |

## Hornhuizen
De plaats Hornhuizen telt 8 inschrijvingen in het rijksmonumentenregister. Zie Lijst van rijksmonumenten in Hornhuizen voor een overzicht.

## Houwerzijl
De plaats Houwerzijl telt 2 inschrijvingen in het rijksmonumentenregister.
| Object                                              | Oorspronkelijke functie?  | Bouwjaar               | Architect | Locatie          | Coördinaten?                  | Nr.?  | Afbeelding                                          |
| --------------------------------------------------- | ------------------------- | ---------------------- | --------- | ---------------- | ----------------------------- | ----- | --------------------------------------------------- |
| Landelijk pand onder dwars zadeldak met wolfeinden  | Woonhuis                  |                        |           | Hoofdstraat 33   | 53° 20' 12" NB, 6° 20' 31" OL | 35866 | Landelijk pand onder dwars zadeldak met wolfeinden  |
| Kerkhof van het verdwenen dorp Vliedorp (Olle Weem) | Begraafplaats en -onderdl | 17e eeuw (oudste zerk) |           | bij Vlakkeriet 1 | 53° 20' 34" NB, 6° 20' 53" OL | 35873 | Kerkhof van het verdwenen dorp Vliedorp (Olle Weem) |

## Kantens
De plaats Kantens telt 5 inschrijvingen in het rijksmonumentenregister.
| Object                                                      | Oorspronkelijke functie?  | Bouwjaar                                                                                                   | Architect                                           | Locatie        | Coördinaten?                  | Nr.?   | Afbeelding        |
| ----------------------------------------------------------- | ------------------------- | --- | --------------------------------------------------- | -------------- | ----------------------------- | ------ | ----------------- |
| Hervormde kerk en toren                                     | Kerk en kerkonderdeel     | ca. 1200 (schip, toren) 1250-1300 (uitbr.) ca. 1500 (verb. toren) 16e eeuw (steunbeer) 17e eeuw (poortjes) |                                                     | Kerkhofsweg 2  | 53° 21' 56" NB, 6° 38' 2" OL  | 23456  | Meer afbeeldingen |
| Pand onder zadeldak tegen gepleisterde puntgevel met ankers | Woonhuis                  | |                                                     | Kerkhofsweg 17 | 53° 21' 57" NB, 6° 37' 58" OL | 23457  | Meer afbeeldingen |
| Grote Geert                                                 | Industrie- en poldermolen | 1818 1852 (uitbr.) 1954 (rest.) 1979-'80 (rest.) 1999 (herst.)                                             | Chr. Bremer (1954) Bremer (1979-'80) Dunning (1999) | Langestraat 18 | 53° 22' 2" NB, 6° 38' 7" OL   | 23458  | Meer afbeeldingen |
| Voorm. gemeentehuis                                         | Bestuursgebouw en onderdl | 1915 1992 (verb.)                                                                                          | mog. A.L. van Wissen                                | Langestraat 23 | 53° 21' 57" NB, 6° 38' 7" OL  | 515348 | Meer afbeeldingen |
| Gereformeerde kerk met aangebouwde kosterswoning            | Kerk en kerkonderdeel     | 1932 | B. Jager                                            | Langestraat 25 | 53° 21' 58" NB, 6° 38' 6" OL  | 515349 | Meer afbeeldingen |

## Kloosterburen
De plaats Kloosterburen telt 10 inschrijvingen in het rijksmonumentenregister.
| Object                                          | Oorspronkelijke functie?  | Bouwjaar                                             | Architect                                                                      | Locatie               | Coördinaten?                  | Nr.?   | Afbeelding               |
| ----------------------------------------------- | ------------------------- | ---------------------------------------------------- | ------------------------------------------------------------------------------ | --------------------- | ----------------------------- | ------ | ------------------------ |
| Hervormde kerk en toren                         | Kerk en kerkonderdeel     | 1658 (toren) 1843 (herb. kerk)                       |                                                                                | Sint Jansstraat 8     | 53° 23' 13" NB, 6° 23' 32" OL | 23668  | Meer afbeeldingen        |
| Oldeklooster                                    | Boerderij                 | 1652 of eerder 19e eeuw (schuur)                     |                                                                                | Sint Jansstraat 25    | 53° 23' 10" NB, 6° 23' 35" OL | 23669  | Meer afbeeldingen        |
| Groot Halsum                                    | Boerderij                 | mog. 1599                                            |                                                                                | Dijksterweg 26        | 53° 23' 43" NB, 6° 24' 14" OL | 23671  | Meer afbeeldingen        |
| Feddemaheerdt                                   | Boerderij                 | 1765                                                 |                                                                                | Feddemaweg 15         | 53° 24' 8" NB, 6° 24' 45" OL  | 23672  | Meer afbeeldingen        |
| Winkel met twee woningen                        | Winkel                    | 1914 1963 (verb.)                                    |                                                                                | Hoofdstraat 26        | 53° 23' 14" NB, 6° 23' 37" OL | 509490 | Winkel met twee woningen |
| Familiegraf van de familie Borgman              | Begraafplaats en -onderdl | 1801 (oudste zerk) 1900 (jongste zerk)               |                                                                                | bij Sint Jansstraat 8 | 53° 23' 13" NB, 6° 23' 32" OL | 509492 | Upload foto              |
| Woonhuis voor boderijder met aangebouwde schuur | Woonhuis                  | 1926                                                 | J. Thöne                                                                       | Damsterweg 9          | 53° 23' 18" NB, 6° 23' 33" OL | 509502 | Upload foto              |
| Rooms-katholieke kerk (St.-Willibrordus)        | Kerk en kerkonderdeel     | 1868-'69 1903-'04 (uitbr.) 1970 (rest.) 1996 (rest.) | P.J.H. Cuypers en J.J. van Langelaar (uitv.) J. Cuypers en J. Stuyt (1903-'04) | Hoofdstraat 28        | 53° 23' 13" NB, 6° 23' 38" OL | 509515 | Meer afbeeldingen        |
| Oud Bokum: boerderij                            | Boerderij                 | 1858                                                 |                                                                                | Bokum 6               | 53° 23' 55" NB, 6° 23' 35" OL | 509472 | Oud Bokum: boerderij     |
| Oud Bokum: bijschuur                            | Boerderij                 | 1935                                                 |                                                                                | Bokum bij 6           | 53° 23' 56" NB, 6° 23' 35" OL | 509473 | Upload foto              |

## Leens
De plaats Leens telt 19 inschrijvingen in het rijksmonumentenregister. Zie de Lijst van rijksmonumenten in Leens voor een overzicht.

## Maarhuizen
De plaats Maarhuizen telt 3 inschrijvingen in het rijksmonumentenregister.
| Object          | Oorspronkelijke functie?  | Bouwjaar                                                       | Architect | Locatie      | Coördinaten?                  | Nr.?  | Afbeelding        |
| --------------- | ------------------------- | -------------------------------------------------------------- | --------- | ------------ | ----------------------------- | ----- | ----------------- |
| Enne Jans Heerd | Boerderij                 | voor 1802 1811 (verb. schuur) 1854 (voorhuis) 1980-'81 (rest.) |           | Maarhuizen 3 | 53° 20' 30" NB, 6° 29' 26" OL | 39038 | Meer afbeeldingen |
| Kerkhof         | Begraafplaats en -onderdl | 1630 (oudste zerk)                                             |           | Maarhuizen   | 53° 20' 31" NB, 6° 29' 31" OL | 39041 | Meer afbeeldingen |
| Wierde          | Archeologisch monument    | ca. begin jaartelling                                          |           | Maarhuizen   | 53° 20' 29" NB, 6° 29' 31" OL | 46159 | Wierde            |

## Mensingeweer
De plaats Mensingeweer telt 7 inschrijvingen in het rijksmonumentenregister.
| Object                     | Oorspronkelijke functie?  | Bouwjaar                                              | Architect   | Locatie               | Coördinaten?                  | Nr.?  | Afbeelding        |
| -------------------------- | ------------------------- | ----------------------------------------------------- | ----------- | --------------------- | ----------------------------- | ----- | ----------------- |
| Kerkhof van Klein Maarslag | Begraafplaats en -onderdl | 18e-19e eeuw (zerken)                                 |             | t.o. Klein Maarslag 1 | 53° 20' 44" NB, 6° 26' 32" OL | 24003 | Meer afbeeldingen |
| Hervormde kerk             | Kerk en kerkonderdeel     | middeleeuwen (kern) 18e eeuw (toren) ca. 1840 (verb.) |             | Hoofdstraat 1         | 53° 21' 2" NB, 6° 27' 56" OL  | 24004 | Meer afbeeldingen |
| Hollands Welvaart          | Koren- en pelmolen        | 1855 2001 (rest.)                                     | H. ten Have | Molenweg 10           | 53° 21' 5" NB, 6° 27' 58" OL  | 24005 | Meer afbeeldingen |
| Hylkemaheerdt              | Boerderij                 | 19e eeuw                                              |             | Wildeveldseweg 2      | 53° 20' 40" NB, 6° 28' 5" OL  | 24006 | Upload foto       |
| Rollingeweer               | Boerderij                 | 1855 (voorhuis)                                       |             | Klein Maarslag 1      | 53° 20' 38" NB, 6° 27' 9" OL  | 24007 | Meer afbeeldingen |
| Kruizinga                  | Boerderij                 | 19e eeuw                                              |             | Wildeveldseweg 1      | 53° 20' 45" NB, 6° 28' 6" OL  | 24008 | Meer afbeeldingen |
| Voorm. molenaarswoning     | Werk-woonhuis             | 19e eeuw                                              |             | Molenweg 9            | 53° 21' 5" NB, 6° 27' 57" OL  | 46779 | Meer afbeeldingen |

## Niekerk
De plaats Niekerk telt 6 inschrijvingen in het rijksmonumentenregister. 
| Object                                  | Oorspronkelijke functie? | Bouwjaar               | Architect   | Locatie             | Coördinaten?                  | Nr.?   | Afbeelding                              |
| --------------------------------------- | ------------------------ | ---------------------- | ----------- | ------------------- | ----------------------------- | ------ | --------------------------------------- |
| Hervormde kerk                          | Kerk en kerkonderdeel    | 13e eeuw 1629 (herst.) |             | Kerkstraat 3        | 53° 20' 30" NB, 6° 19' 47" OL | 35867  | Meer afbeeldingen                       |
| Wiemaheerd                              | Boerderij                | 1853                   |             | Zoutkamperweg 1     | 53° 20' 29" NB, 6° 19' 21" OL | 35868  | Wiemaheerd                              |
| Tuinderswoning                          | Woonhuis                 | 1929                   | W. Reitsema | Hoofdstraat 23      | 53° 20' 48" NB, 6° 19' 54" OL | 509481 | Meer afbeeldingen                       |
| Tuinderswoning, schoorsteen             | Industrie                | ca. 1929               |             | bij Hoofdstraat 23  | 53° 20' 48" NB, 6° 19' 54" OL | 509482 | Tuinderswoning, schoorsteen             |
| Zuidema's klap                          | Brug                     | 1879                   |             | bij Kanaalstraat 12 | 53° 20' 56" NB, 6° 19' 13" OL | 509496 | Meer afbeeldingen                       |
| Hervormde kerk, pastorie en consistorie | Kerkelijke dienstwoning  | 1937-'38               | W. Reitsema | Kerkstraat 7        | 53° 20' 29" NB, 6° 19' 48" OL | 512506 | Hervormde kerk, pastorie en consistorie |

## Noordwolde
De plaats Noordwolde telt 4 inschrijvingen in het rijksmonumentenregister.
| Object                        | Oorspronkelijke functie? | Bouwjaar                                                                              | Architect | Locatie             | Coördinaten?                  | Nr.?   | Afbeelding        |
| ----------------------------- | ------------------------ | ------------------------------------------------------------------------------------- | --------- | ------------------- | ----------------------------- | ------ | ----------------- |
| Munnikeheerd                  | Boerderij                | 1830                                                                                  |           | Noordwolderweg 3    | 53° 16' 54" NB, 6° 35' 29" OL | 8730   | Munnikeheerd      |
| Hervormde kerk en toren       | Kerk en kerkonderdeel    | 1225-1250 (schip) 13e eeuw (toren) 14e eeuw (schip) 1639 (uitbr.) 17e eeuw (vensters) |           | Noordwolderweg 29   | 53° 16' 18" NB, 6° 35' 18" OL | 8731   | Meer afbeeldingen |
| Terrein met een wierde        | Archeologisch monument   | middeleeuwen                                                                          |           | Munnikeweg          | 53° 16' 54" NB, 6° 33' 43" OL | 45090  | Upload foto       |
| Ophaalbrug over het Boterdiep | Brug                     | 1927-'29                                                                              |           | bij Willemsstreek 1 | 53° 16' 40" NB, 6° 36' 6" OL  | 510679 | Meer afbeeldingen |

## Oldenzijl
De plaats Oldenzijl telt 1 inschrijving in het rijksmonumentenregister.
| Object       | Oorspronkelijke functie? | Bouwjaar                                    | Architect | Locatie            | Coördinaten?                  | Nr.?  | Afbeelding        |
| ------------ | ------------------------ | ------------------------------------------- | --------- | ------------------ | ----------------------------- | ----- | ----------------- |
| Nicolaaskerk | Kerk en kerkonderdeel    | 1200-1250 1683 (dakruiter) 1950-'52 (rest.) |           | Oldenzijlsterweg 4 | 53° 23' 36" NB, 6° 42' 47" OL | 21321 | Meer afbeeldingen |

## Oldorp
De plaats Oldorp telt 1 inschrijving in het rijksmonumentenregister.
| Object            | Oorspronkelijke functie? | Bouwjaar | Architect | Locatie       | Coördinaten?                 | Nr.?  | Afbeelding        |
| ----------------- | ------------------------ | -------- | --------- | ------------- | ---------------------------- | ----- | ----------------- |
| Wierde van Oldorp | Archeologisch monument   |          |           | Oldorpsterweg | 53° 24' 8" NB, 6° 39' 12" OL | 47109 | Wierde van Oldorp |

## Onderdendam
De plaats Onderdendam telt 29 inschrijvingen in het rijksmonumentenregister. Zie de Lijst van rijksmonumenten in Onderdendam voor een overzicht.

## Onderwierum
De plaats Onderwierum telt 3 inschrijvingen in het rijksmonumentenregister.
| Object                                  | Oorspronkelijke functie? | Bouwjaar              | Architect | Locatie     | Coördinaten?                  | Nr.?  | Afbeelding                              |
| --------------------------------------- | ------------------------ | --------------------- | --------- | ----------- | ----------------------------- | ----- | --------------------------------------- |
| Terrein met een wierde                  | Archeologisch monument   | ca. begin jaartelling |           | Albertsweg  | 53° 19' 26" NB, 6° 34' 50" OL | 45094 | Terrein met een wierde                  |
| Terrein met een wierde                  | Archeologisch monument   | ca. begin jaartelling |           | Onderwierum | 53° 19' 33" NB, 6° 34' 52" OL | 45095 | Terrein met een wierde                  |
| Terrein met overblijfselen van een kerk | Archeologisch monument   | ca. 13e eeuw          |           | Onderwierum | 53° 19' 38" NB, 6° 34' 50" OL | 45096 | Terrein met overblijfselen van een kerk |

## Oosternieland
De plaats Oosternieland telt 1 inschrijving in het rijksmonumentenregister.
| Object       | Oorspronkelijke functie? | Bouwjaar                                                                           | Architect | Locatie                 | Coördinaten?                  | Nr.?  | Afbeelding        |
| ------------ | ------------------------ | ---------------------------------------------------------------------------------- | --------- | ----------------------- | ----------------------------- | ----- | ----------------- |
| Nicolaaskerk | Kerk en kerkonderdeel    | midden 13e eeuw 1823 (dakruiter) 1843 (westgevel) 1985-'87 rest., herb. dakruiter) |           | Oosternielandsterweg 12 | 53° 24' 15" NB, 6° 44' 57" OL | 21322 | Meer afbeeldingen |

## Pieterburen
De plaats Pieterburen telt 19 inschrijvingen in het rijksmonumentenregister. Zie de Lijst van rijksmonumenten in Pieterburen voor een overzicht.

## Ranum
De plaats Ranum telt 2 inschrijvingen in het rijksmonumentenregister.
| Object         | Oorspronkelijke functie?  | Bouwjaar           | Architect | Locatie | Coördinaten?                  | Nr.?  | Afbeelding        |
| -------------- | ------------------------- | ------------------ | --------- | ------- | ----------------------------- | ----- | ----------------- |
| Wierde (Ranum) | Archeologisch monument    | begin jaartelling  |           | Ranum   | 53° 20' 40" NB, 6° 30' 38" OL | 46155 | Wierde (Ranum)    |
| Kerkhof        | Begraafplaats en -onderdl | 1667 (oudste zerk) |           | Ranum   | 53° 20' 40" NB, 6° 30' 36" OL | 39049 | Meer afbeeldingen |

## Rasquert
De plaats Rasquert telt 10 inschrijvingen in het rijksmonumentenregister. Zie de Lijst van rijksmonumenten in Rasquert voor een overzicht.

## Saaxumhuizen
De plaats Saaxumhuizen telt 1 inschrijving in het rijksmonumentenregister.
| Object         | Oorspronkelijke functie? | Bouwjaar                                  | Architect | Locatie       | Coördinaten?                 | Nr.? | Afbeelding        |
| -------------- | ------------------------ | ----------------------------------------- | --------- | ------------- | ---------------------------- | ---- | ----------------- |
| Hervormde kerk | Kerk en kerkonderdeel    | 13e eeuw 1846 (huidige vorm) 1858 (toren) |           | Nienhuisweg 1 | 53° 22' 54" NB, 6° 29' 6" OL | 8588 | Meer afbeeldingen |

## Sauwerd
De plaats Sauwerd telt 4 inschrijvingen in het rijksmonumentenregister.
| Object                              | Oorspronkelijke functie? | Bouwjaar          | Architect | Locatie                         | Coördinaten?                  | Nr.?  | Afbeelding                          |
| ----------------------------------- | ------------------------ | ----------------- | --------- | ------------------------------- | ----------------------------- | ----- | ----------------------------------- |
| Wierde (Sauwerdermeeden)            | Archeologisch monument   | middeleeuwen      |           | Munnikeweg bij de Arwerdertocht | 53° 17' 16" NB, 6° 33' 18" OL | 45066 | Upload foto                         |
| Wierde (Arwerd)                     | Archeologisch monument   | begin jaartelling |           | Stationsstraat, oosteinde       | 53° 17' 35" NB, 6° 32' 50" OL | 45067 | Upload foto                         |
| Terrein met resten van de Onstaborg | Archeologisch monument   | 14e eeuw          |           | tussen Hoogpad en Singelweg     | 53° 17' 40" NB, 6° 31' 44" OL | 45069 | Terrein met resten van de Onstaborg |
| Wierde                              | Archeologisch monument   | begin jaartelling |           | Provincialeweg bij Laanweg      | 53° 17' 52" NB, 6° 32' 5" OL  | 45070 | Upload foto                         |

## Schouwerzijl
De plaats Schouwerzijl telt 1 inschrijving in het rijksmonumentenregister.
| Object   | Oorspronkelijke functie? | Bouwjaar | Architect | Locatie        | Coördinaten?                 | Nr.?  | Afbeelding        |
| -------- | ------------------------ | -------- | --------- | -------------- | ---------------------------- | ----- | ----------------- |
| Zijlhuis | Horeca                   | 1851     |           | Zijlvestweg 26 | 53° 19' 54" NB, 6° 27' 0" OL | 24009 | Meer afbeeldingen |

## Tinallinge
De plaats Tinallinge telt 7 inschrijvingen in het rijksmonumentenregister.
| Object                                                      | Oorspronkelijke functie? | Bouwjaar               | Architect | Locatie                          | Coördinaten?                  | Nr.?   | Afbeelding                                                 |
| ----------------------------------------------------------- | ------------------------ | ---------------------- | --------- | -------------------------------- | ----------------------------- | ------ | ---------------------------------------------------------- |
| Kop-hals-rompboerderij op omgracht terrein (Abbeweer)       | Boerderij                | 1800-1850 (voorhuis)   |           | Abbeweersterweg 3                | 53° 20' 58" NB, 6° 32' 29" OL | 8576   | Meer afbeeldingen                                          |
| Hervormde kerk                                              | Kerk en kerkonderdeel    | 13e eeuw 1903 (verb.)  |           | Kerkpad 6                        | 53° 21' 23" NB, 6° 32' 6" OL  | 8589   | Meer afbeeldingen                                          |
| Woning onder schilddak met hoekschoorstenen                 | Woonhuis                 |                        |           | Tjarda van Starkenborghweg 12    | 53° 21' 25" NB, 6° 32' 4" OL  | 8590   | Meer afbeeldingen                                          |
| Kop-hals-rompboerderij met voorhuis tussen topgevels        | Boerderij                | 19e eeuw               |           | De Vennenweg 1                   | 53° 21' 25" NB, 6° 32' 14" OL | 8591   | Meer afbeeldingen                                          |
| Schoolgebouw                                                | Onderwijs en wetenschap  | 1869 1920-1929 (verb.) |           | Tjarda van Starkenborghweg 9     | 53° 21' 23" NB, 6° 32' 6" OL  | 510807 | Meer afbeeldingen                                          |
| Hek bij schoolgebouw                                        | Erfscheiding             | 1869                   |           | bij Tjarda van Starkenborghweg 9 | 53° 21' 23" NB, 6° 32' 6" OL  | 510808 | Meer afbeeldingen                                          |
| Transformatorgebouw in Interbellumstijl ("Tinallinge 1502") | Nutsbedrijf              | ca. 1920               |           | Kerkpad 3T                       | 53° 21' 24" NB, 6° 32' 5" OL  | 510832 | Transformatorgebouw in Interbellumstijl("Tinallinge 1502") |
| Dorpswierde                                                 | Archeologisch monument   |                        |           | Tinallinge                       | 53° 21' 23" NB, 6° 31' 59" OL | 527274 | Upload foto                                                |

## Roodeschool
De plaats Roodeschool telt 1 inschrijving in het rijksmonumentenregister.
| Object                                                     | Oorspronkelijke functie? | Bouwjaar           | Architect   | Locatie             | Coördinaten?                  | Nr.?   | Afbeelding        |
| ---------------------------------------------------------- | ------------------------ | ------------------ | ----------- | ------------------- | ----------------------------- | ------ | ----------------- |
| Voorm. woonhuis met bakkerij, winkel en aangebouwde schuur | Nijverheid               | 1934 1949 (uitbr.) | G. Wierenga | M.H. Trompstraat 13 | 53° 25' 16" NB, 6° 45' 54" OL | 515334 | Meer afbeeldingen |

## Rottum
De plaats Rottum telt 6 inschrijvingen in het rijksmonumentenregister.
| Object                                                                       | Oorspronkelijke functie?  | Bouwjaar                 | Architect         | Locatie            | Coördinaten?                  | Nr.?   | Afbeelding                                                                   |
| ---------------------------------------------------------------------------- | ------------------------- | ------------------------ | ----------------- | ------------------ | ----------------------------- | ------ | ---------------------------------------------------------------------------- |
| Hervormde kerk (zaalgebouw)                                                  | Woonhuis                  | 1889                     |                   | Kloosterweg 13     | 53° 23' 0" NB, 6° 37' 16" OL  | 23461  | Hervormde kerk (zaalgebouw)                                                  |
| Huisje onder zadeldak tussen puntgevels                                      | Woonhuis                  | ca. 1820                 |                   | Kloosterweg 17     | 53° 22' 58" NB, 6° 37' 14" OL | 23462  | Meer afbeeldingen                                                            |
| Hervormde kerk (zaalkerk)                                                    | Kerk en kerkonderdeel     | 1889                     |                   | Kloosterweg 13     | 53° 23' 0" NB, 6° 37' 16" OL  | 515316 | Hervormde kerk (zaalkerk)                                                    |
| Hervormde kerk, toegangshek                                                  | Begraafplaats en -onderdl | begin 20e eeuw           | Jacob Tilbusscher | bij Kloosterweg 13 | 53° 23' 0" NB, 6° 37' 15" OL  | 515317 | Hervormde kerk, toegangshek                                                  |
| Hervormde kerk, grafzerken                                                   | Begraafplaats en -onderdl | 17e eeuw en jonger       |                   | bij Kloosterweg 13 | 53° 23' 0" NB, 6° 37' 15" OL  | 515318 | Meer afbeeldingen                                                            |
| Versterkte dorpswierde met resten van het benedictijnenklooster Sint Juliana | Archeologisch monument    | 13e eeuw-1658 (klooster) |                   | Kloosterweg        | 53° 22' 59" NB, 6° 37' 13" OL | 527159 | Versterkte dorpswierde met resten van het benedictijnenklooster Sint Juliana |

## Rottumeroog
Het eiland Rottumeroog telt 1 inschrijving in het rijksmonumentenregister.
| Object     | Oorspronkelijke functie? | Bouwjaar | Architect                 | Locatie     | Coördinaten?                  | Nr.?   | Afbeelding |
| ---------- | ------------------------ | -------- | ------------------------- | ----------- | ----------------------------- | ------ | ---------- |
| Emder kaap | Kust- en oevermarkering  | 1883     | Q. Harder en A.C. van Loo | Rottumeroog | 53° 32' 29" NB, 6° 34' 33" OL | 338545 | Emder kaap |

## Stitswerd
De plaats Stitswerd telt 2 inschrijvingen in het rijksmonumentenregister.
| Object                                                                   | Oorspronkelijke functie? | Bouwjaar                                   | Architect | Locatie          | Coördinaten?                  | Nr.?  | Afbeelding        |
| ------------------------------------------------------------------------ | ------------------------ | ------------------------------------------ | --------- | ---------------- | ----------------------------- | ----- | ----------------- |
| Hervormde kerk                                                           | Kerk en kerkonderdeel    | 13e eeuw 1656 (dakruiter) ca. 1850 (verb.) |           | Stitswerderweg 8 | 53° 21' 40" NB, 6° 35' 55" OL | 23464 | Meer afbeeldingen |
| Pand met omlijste ingang onder lang zadeldak over woongedeelte en schuur | Woonhuis                 |                                            |           | Akkemaweg 11     | 53° 21' 38" NB, 6° 36' 0" OL  | 23466 | Meer afbeeldingen |

## Uithuizen
De plaats Uithuizen telt 31 inschrijvingen in het rijksmonumentenregister. Zie de Lijst van rijksmonumenten in Uithuizen voor een overzicht.

## Uithuizermeeden
De plaats Uithuizermeeden telt 17 inschrijvingen in het rijksmonumentenregister. Zie de Lijst van rijksmonumenten in Uithuizermeeden voor een overzicht.

## Ulrum
De plaats Ulrum telt 12 inschrijvingen in het rijksmonumentenregister. Zie de Lijst van rijksmonumenten in Ulrum voor een overzicht.

## Usquert
De plaats Usquert telt 50 inschrijvingen in het rijksmonumentenregister. Zie de Lijst van rijksmonumenten in Usquert voor een overzicht.

## Vierhuizen
De plaats Vierhuizen telt 8 inschrijvingen in het rijksmonumentenregister. Zie de Lijst van rijksmonumenten in Vierhuizen voor een overzicht.

## Warffum
De plaats Warffum telt 42 inschrijvingen in het rijksmonumentenregister. Zie de Lijst van rijksmonumenten in Warffum voor een overzicht.

## Warfhuizen
De plaats Warfhuizen telt 12 inschrijvingen in het rijksmonumentenregister. Zie de Lijst van rijksmonumenten in Warfhuizen voor een overzicht.

## Wehe-den Hoorn
De plaats Wehe-den Hoorn telt 11 inschrijvingen in het rijksmonumentenregister. Zie de Lijst van rijksmonumenten in Wehe-den Hoorn voor een overzicht.

## Westerdijkshorn
De plaats Westerdijkshorn telt 2 inschrijving in het rijksmonumentenregister.
| Object                            | Oorspronkelijke functie?  | Bouwjaar                                           | Architect                                                         | Locatie                | Coördinaten?                  | Nr.?   | Afbeelding        |
| --------------------------------- | ------------------------- | -------------------------------------------------- | ----------------------------------------------------------------- | ---------------------- | ----------------------------- | ------ | ----------------- |
| Verhoogd kerkhof met enige zerken | Begraafplaats en -onderdl | 1631 (grafzerk)                                    |                                                                   | bij Westerdijkshorn 30 | 53° 18' 30" NB, 6° 34' 32" OL | 18223  | Meer afbeeldingen |
| Klokkentoren                      | Kerk en kerkonderdeel     | 1658 (klok) 1872 (herb.) 1902 (rest.) 1976 (rest.) | W.J. de Vrij (klok) P. en J. Heemstra (1902) H. van Wissen (1976) | bij Westerdijkshorn 30 | 53° 18' 30" NB, 6° 34' 32" OL | 510675 | Meer afbeeldingen |

## Westernieland
De plaats Westernieland telt 2 inschrijvingen in het rijksmonumentenregister.
| Object                       | Oorspronkelijke functie? | Bouwjaar                                                            | Architect | Locatie     | Coördinaten?                 | Nr.?   | Afbeelding                  |
| ---------------------------- | ------------------------ | ------------------------------------------------------------------- | --------- | ----------- | ---------------------------- | ------ | --------------------------- |
| Hervormde kerk               | Kerk en kerkonderdeel    | verm. 14e eeuw (schip) late middeleeuwen (toren) 1831 (verb. schip) |           | Schaapweg 2 | 53° 24' 3" NB, 6° 28' 35" OL | 14567  | Meer afbeeldingen           |
| Hervormde pastorie (De Weem) | Kerkelijke dienstwoning  | 1882 1930-1939 (achterhuis)                                         |           | Schaapweg 4 | 53° 24' 4" NB, 6° 28' 36" OL | 512507 | Hervormde pastorie(De Weem) |

## Wetsinge
De plaats Wetsinge telt 5 inschrijvingen in het rijksmonumentenregister.
| Object                                  | Oorspronkelijke functie?  | Bouwjaar                                             | Architect              | Locatie                        | Coördinaten?                  | Nr.?   | Afbeelding        |
| --------------------------------------- | ------------------------- | ---------------------------------------------------- | ---------------------- | ------------------------------ | ----------------------------- | ------ | ----------------- |
| De Wetsinger                            | Industrie- en poldermolen | 1872 1944-'45 (herst.) 1952 (verb.) 1987-'88 (rest.) | Chr. Bremer (1944-'45) | Molenstreek 3 (Klein Wetsinge) | 53° 18' 3" NB, 6° 31' 57" OL  | 7066   | Meer afbeeldingen |
| Voorm. pastorie en kerkhof              | Kerkelijke dienstwoning   | mog. 17e eeuw (kern) 1884 (verb.)                    |                        | Karspelweg 2 (Groot Wetsinge)  | 53° 18' 14" NB, 6° 31' 44" OL | 7067   | Meer afbeeldingen |
| Voorm. school en kosterij               | Woonhuis                  | 1990 (herb. naar vroeg 17e-eeuwse vorm)              |                        | Karspelweg 3 (Groot Wetsinge)  | 53° 18' 14" NB, 6° 31' 47" OL | 7068   | Meer afbeeldingen |
| Wierde met aangrenzende valgen (akkers) | Archeologisch monument    | begin jaartelling (wierde)                           |                        | Karspelweg (Groot Wetsinge)    | 53° 18' 12" NB, 6° 31' 46" OL | 45072  | Upload foto       |
| Hervormde kerk                          | Kerk en kerkonderdeel     | 1840 verm. ca. 1900 (hekwerk)                        | P.M. Kruizinga         | Valgeweg 12 (Klein Wetsinge)   | 53° 17' 60" NB, 6° 31' 47" OL | 510816 | Meer afbeeldingen |

## Winsum
De plaats Winsum telt 59 inschrijvingen in het rijksmonumentenregister. Zie de Lijst van rijksmonumenten in Winsum voor een overzicht.

## Zandeweer
De plaats Zandeweer telt 18 inschrijvingen in het rijksmonumentenregister. Zie de Lijst van rijksmonumenten in Zandeweer voor een overzicht.

## Zoutkamp
De plaats Zoutkamp telt 7 inschrijvingen in het rijksmonumentenregister.
| Object                                                  | Oorspronkelijke functie? | Bouwjaar  | Architect | Locatie                | Coördinaten?                  | Nr.?   | Afbeelding        |
| ------------------------------------------------------- | ------------------------ | --------- | --------- | ---------------------- | ----------------------------- | ------ | ----------------- |
| Hunsingosluis met sluismeestershuisje (Kleine Sluis)    | Waterkering en -doorlaat | 1859      |           | Hunsingoweg/ Panserweg | 53° 20' 23" NB, 6° 17' 59" OL | 35874  | Meer afbeeldingen |
| Loods van de Rijksbetonningsdienst (VVV-kantoor/museum) | Opslag                   | 1875-1900 |           | Reitdiepskade 11       | 53° 20' 13" NB, 6° 17' 59" OL | 35875  | Meer afbeeldingen |
| Reitdiepssluizen                                        | Schutsluis en spuisluis  | 1877      |           | Sluisweg               | 53° 20' 14" NB, 6° 17' 50" OL | 508295 | Meer afbeeldingen |
| Reitdiepssluizen, buitenhaven                           | Aanlegvoorziening        | 1877      |           | Sluisweg               | 53° 20' 16" NB, 6° 17' 46" OL | 508297 | Meer afbeeldingen |
| Reitdiepssluizen, sluismeesterswoning                   | Bedieningsgebouw         | 1877      |           | Sluisweg 22            | 53° 20' 17" NB, 6° 17' 53" OL | 508298 | Meer afbeeldingen |
| Reitdiepssluizen, sluismeestersverblijf                 | Bedieningsgebouw         | 1877      |           | Sluisweg               | 53° 20' 14" NB, 6° 17' 49" OL | 508299 | Meer afbeeldingen |
| Drie gekoppelde deurenloodsen met scheepshelling        | Berging Reitdiepssluizen | 1850-1875 |           | Reitdiepskade 1        | 53° 20' 15" NB, 6° 17' 54" OL | 508300 | Meer afbeeldingen |

## Zuidwolde
De plaats Zuidwolde telt 8 inschrijvingen in het rijksmonumentenregister. Zie de Lijst van rijksmonumenten in Zuidwolde (Groningen) voor een overzicht.

## Zuurdijk
De plaats Zuurdijk telt 19 inschrijvingen in het rijksmonumentenregister. Zie de Lijst van rijksmonumenten in Zuurdijk voor een overzicht.
Eemsdelta ·
Groningen ·
Het Hogeland ·
Midden-Groningen ·
Oldambt ·
Pekela ·
Stadskanaal ·
Veendam ·
Westerkwartier ·
Westerwolde